# Мотылёк (мультфильм)
«Мотылёк» — рисованный мультипликационный фильм, снятый режиссёром Борисом Тузановичем по сказке Игоря Фарбаржевича — «Тропа прошлого».
Третий из серии мультфильмов о Маленьком Лисёнке.

## Сюжет
Маленький Лисёнок запустил бумажный самолётик. Тот полетел и исчез за деревьями. Лисёнок попробовал отыскать его и не нашёл. Папа Лис предложил продолжить поиски вместе. Вскоре они обнаружили, что лес изменился, запахло чем-то давно забытым. Папа Лис сообразил: самолётик, сделанный из очень старой газеты, улетел на много лет назад. Они вышли на Тропу Прошлого и попали в тот самый день, когда домой должен был приехать Седой Лис (прадедушка Лисёнка), и встретили его. Затем папа Лис рассказал Лисёнку: в тот день в детстве он поймал мотылька, посадил его в банку и забыл, и тем самым погубил. Но теперь они успели выпустить мотылька, после чего Лисёнок нашёл газетный самолётик, развернул его и вместе с папой вернулся в настоящее.

## Создатели
| Автор сценария       | Игорь Фарбаржевич |
| Режиссёр             | Борис Тузанович |
| Художник-постановщик | Елена Караваева |
| Композитор           | Шандор Каллош |
| Оператор             | Игорь Шкамарда |
| Звукооператор        | Нелли Кудрина |
| Художники-аниматоры: | Светлана Сичкарь, Олег Сафронов, Семён Петецкий, Владимир Спорыхин, Вадим Кашорик, Г. Ордуян, Ю. Диденко, Т. Казмирук, Елена Сичкарь, С. Багдасарян, Н. Чижикова, С. Халафян, А. Яброва, Борис Пушкарёв  |
| Художники:           | В. Арустамова, Наталия Дмитриева, Е. Станикова, С. Лузганова, Жанна Корякина, И. Федотова, Нина Подлесных, О. Сидоркова, Л. Подсыпанина, М. Луговая, Аркадий Мелик-Саркисян (в титрах О. Мелик-Саркисян) |
| Роли озвучивали:     | Игорь Ясулович, Людмила Гнилова, Александр Лущик, Наталья Ромашенко |
| Ассистент режиссёра  | Светлана Алексашина |
| Монтажёр             | Людмила Рубан |
| Редактор             | Алиса Феодориди |
| Директор             | Лидия Варенцова |

- Создатели приведены по титрам мультфильма.